# La mer à boire
La mer à boire ist ein französisches Filmdrama von Jacques Maillot aus dem Jahr 2012.

## Handlung
Georges Pierret ist Inhaber der renommierten Schiffswerft Pierret, die vor allem Yachten für die oberen Zehntausend in Handarbeit fertigt. Gerade wurde ein neues Atelier eröffnet, als Pierret erfährt, dass die Bank den Kredit des Unternehmens in wenigen Monaten kündigen wird. Pierrets Werft gilt als unsicherer Posten. Den Rat, die Firma zu verkaufen, schlägt Pierret aus. Er versucht, Geld aufzutreiben. Sein Schwager Jérôme Damier, Bruder seiner vor acht Jahren an Krebs verstorbenen Frau Mathilde und selbst Anteilseigner der Werft, gibt ihm kein Geld, hat er doch gerade mehrere Millionen in ein lohnenderes Unternehmen investiert. Als ein fest eingeplanter Großauftrag abgesagt wird, steht Pierret das Wasser bis zum Hals. Dennoch leiht er seinem Freund und früheren Kompagnon Claude, dessen Firma vom Konkurs bedroht ist, 10.000 Euro. Er setzt damit die Gehälter seiner Angestellten aufs Spiel. Die Bank wiederum willigt ein, die Kredite wie bisher fortlaufen zu lassen, wenn Pierret sein Unternehmen umstrukturiert: Zukünftig soll es sich ausschließlich auf die Schiffskonstruktion konzentrieren und die Herstellung der Teile und den Schiffsrumpfbau einstellen. Dies bedeutet auch die Entlassung zahlreicher Arbeiter. Pierret stimmt dieser Lösung notgedrungen zu. Claudes Unternehmen wird unterdessen richterlich zerschlagen. Er gibt Pierret das Geld zurück und nimmt sich kurz darauf das Leben.
Die Kunde von den bevorstehenden Entlassungen macht die Runde. Die betroffenen Arbeiter entschließen sich, ihren Arbeitsplatz zu bestreiken, fordern sie doch eine höhere Abfindung als nur 2.000 Euro. Wortführer ist der erfahrene Hassan, der am Ende 18.000 Euro Abfindung für die Arbeiter durchsetzen kann. Dies ist den Heißspornen unter den Streikenden nicht genug und so wird Hassan durch den jungen Luis ersetzt. Pierret sieht keine andere Möglichkeit, als das besetzte Gelände durch die Polizei auf richterliche Anordnung hin räumen zu lassen. Luis wiederum gelingt es, das Gelände unbemerkt zu entlassen. Er begibt sich zu einer kurz vor der Vollendung befindlichen Yacht der Kunden Beaubery und sägt ein Loch in den Boden. Die Yacht sinkt und die notwendige Abfindung an die Beauberys bringt Pierret erneut an den Rande des Ruins.
Eines Tages trifft sich Pierret mit dem reichen Russen Serebriakov und dessen Sohn. Serebriakov zeigt Interesse am Kauf einer 70-Fuß-Yacht, die bisher nur als Prototyp durch Pierret geplant ist. Serebriakov kauft die Yacht und ist zudem geneigt, 2 Millionen Euro in die Werft zu investieren. Zu Vertragsverhandlungen soll Pierret nach Moskau kommen. In Moskau ist Serebriakov gerade zu Verhandlungen unterwegs und wird erst in zwei Tagen zurück in der Stadt erwartet. Pierret verbringt die Zeit mit Dolmetscherin Elena, die ihm die Stadt zeigt und bei der er zum Abendessen eingeladen ist. Am nächsten Tag gehen beide Schlittschuhlaufen und Pierret verliebt sich in die junge Frau. Beide schlafen miteinander. Der nächste Tag bringt die schlechte Nachricht, dass Serebriakov wegen Betrugs und Korruption polizeilich gesucht wird und daher geflohen ist. Ernüchtert reist Pierret nach Frankreich zurück, verspricht Elena jedoch, zu ihr und ihrem Sohn Anton zurückzukehren. Wieder in seinem Betrieb gibt Pierret den Bau des 70-Fuß-Prototyps in Auftrag. Die Yacht soll bei einer Marine-Show in Paris für Aufsehen sorgen und der Werft neue Aufträge bringen. Parallel plant Pierret sein Leben in Moskau, verkauft sein Haus und besorgt sich die Flugtickets für seine Reise. Auf der Messe erweist sich Pierrets Mut als richtig: Nicht nur die 70-Fuß-Yacht wird verkauft. Das Unternehmen erhält zwei weitere Großaufträge und ist daher für die nächste Zeit finanziell stabil. Da erreicht Pierret die Nachricht, dass er nicht mehr Inhaber der Firma ist: Sein größter Konkurrent hat die Firmenanteile seines Schwagers und weitere 15 % Bankanteile gekauft und ist somit Mehrheitseigner. Konsterniert verlässt Pierret die Ausstellung und das Unternehmen. Die Reise nach Moskau interessiert nun nicht mehr. Ziellos geht er an den Quais entlang und sieht eines Tages eine Yacht, die er vor vielen Jahren mitentwickelt hat. Der Eigentümer lädt ihn zu einer Fahrt auf dem Meer ein. Während der Fahrt erklärt Pierret ihm, dass das Steuerrad einst von seinem Kompagnon Claude gebaut wurde, der inzwischen tot ist. Als der Eigentümer eine flapsige Bemerkung über Claude von sich gibt, ersticht Pierret ihn in Rage. Er wirft die Leiche über Bord. Mit blutverschmiertem Hemd stellt er sich ans Steuer und fährt weiter, ziellos aufs Meer hinaus.

## Produktion
La mer à boire wurde mit einem Budget von rund 7 Millionen Euro in der Region Provence-Alpes-Côte d’Azur, in Paris und der Ukraine gedreht. Die Kostüme schuf Bethsabée Dreyfus, die Filmbauten stammen von Mathieu Menut. Der Film kam am 22. Februar 2012 in die französischen Kinos, wo er von 130.796 Zuschauern gesehen wurde. Damit zählte er zu den zwölf unrentabelsten französischen Filmen des Jahres 2012 in Frankreich. Im Juni 2012 erschien der Film in Frankreich auf DVD. In Deutschland ist er bisher (Stand: Dezember 2013) nicht erschienen.
Der Titel La mer à boire nimmt Bezug auf die französische Redewendung „Ce n’est pas la mer à boire“, dt. „Das ist zu schaffen/machbar“, wörtlich „Das ist nicht [so wie] das Meer zu trinken“.